# سورن إريكسن
سورن إريكسن هو مصارع هاوي دنماركي، ولد في 19 مايو 1893 في آرهوس في الدنمارك، وتوفي في 23 سبتمبر 1968.

## وصلات خارجية
- سورن إريكسن على موقع أوليمبيديا (الإنجليزية)